# Afrotyphlops gierrai
Afrotyphlops gierrai е вид влечуго от семейство Червейници (Typhlopidae). Видът е застрашен от изчезване.

## Разпространение
Разпространен е в Танзания.